# SOCCA Gulf Cup
SOCCA Gulf Cup je turnaj v malém fotbale, který je určen pro země Perského zálivu, koná se od roku 2024 a pořádá ho International Socca Federation (SOCCA). Na prvním ročníku v ománském městě Salála v září 2024 zvítězili reprezentanti Ománu.

## Turnaje
| Rok  | Hostitel      | Finále | Finále | Finále                  | Zápas o     | Zápas o            | Zápas o      |
| Rok  | Hostitel      | Vítěz  | Skóre  | Poražený finalista      | Třetí místo | Skóre              | Čtvrté místo |
| ---- | ------------- | ------ | ------ | ----------------------- | ----------- | ------------------ | ------------ |
| 2024 | Omán (Salála) | Omán   | 2 – 0  | Spojené arabské emiráty | Irák        | 3 – 1 (2 – 1) pen. | Jemen        |
| 2025 |               |        |        |                         |             |                    |              |

## Medailový stav podle zemí do roku 2024 (včetně)
| Pořadí | Země                    | Zlato | Stříbro | Bronz | Celkem |
| 1.     | Omán                    | 1     | 0       | 0     | 1      |
| 2.     | Spojené arabské emiráty | 0     | 1       | 0     | 1      |
| 3.     | Irák                    | 0     | 0       | 1     | 1      |